# Académie de Paris
Ne doit pas être confondue avec l'Académie des beaux-arts, également appelée « Académie de Paris ».
L'académie de Paris est la circonscription scolaire et universitaire correspondant géographiquement à Paris.
L’organisation du rectorat de l’académie de Paris tient compte de sa spécificité monodépartementale et de l’importance de l’enseignement supérieur dans la capitale. Les services académiques regroupés dans une structure unique répondent ainsi à l’ensemble de la demande de formation et d’éducation, de la maternelle à l’université.
À la rentrée 2024, l’académie de Paris compte plus de 141 000 élèves scolarisés dans 738 écoles publiques ou privées sous contrat, plus de 155 000 élèves scolarisés dans 337 collèges et lycées, et plus de 392 000 étudiants (représentant 13 % de l’ensemble des étudiants de France, métropole et DOM) dans les six universités (Université Paris-I-Panthéon-Sorbonne, Université Paris-Panthéon-Assas, Sorbonne Nouvelle, Sorbonne Université, Université Paris-Cité, Université Paris-Dauphine).
De grands établissements d'enseignement supérieur et de recherche (École normale supérieure, École nationale des chartes, École des hautes études en sciences sociales, Institut national des langues et civilisations orientales, etc.) sont situés dans son ressort, mais sont totalement indépendants du recteur et de l'académie de Paris.

## Organisation actuelle
(juin 2025).

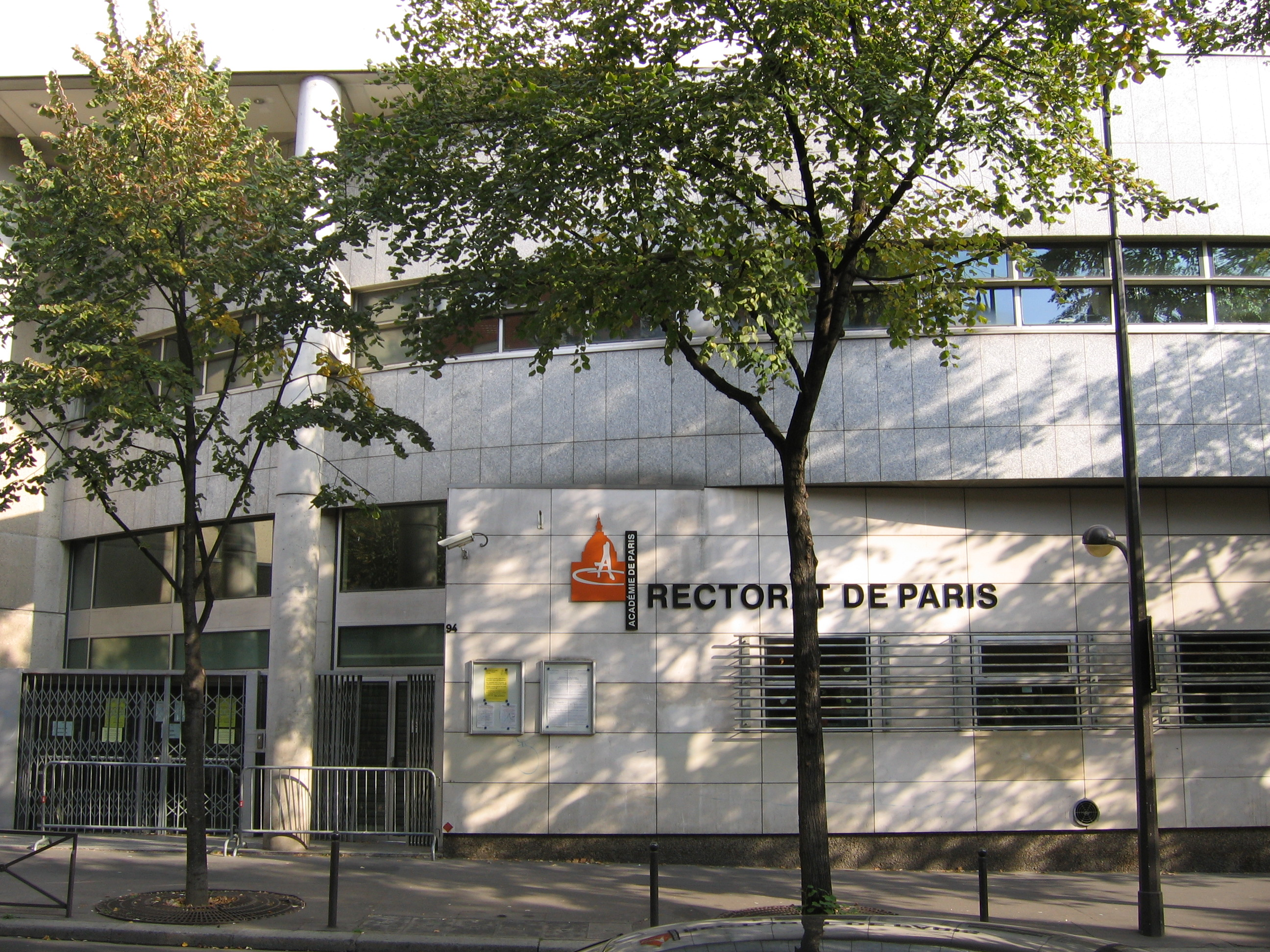
Rectorat de Paris, site Gambetta

Elle est dirigée par un recteur d'académie, nommé par décret en conseil des ministres par le Président de la République sur le rapport du Premier ministre et du ministre de l'Éducation nationale. Le recteur exerce les fonctions de recteur de région académique pour l’Île-de-France. À ce titre, il met en œuvre les directives du ministre. Il définit un projet académique d’éducation et de formation dans le cadre des orientations nationales et assure les relations avec le conseil régional d'Île-de-France. Le recteur porte aussi le titre de chancelier des universités de Paris. À ce titre, il veille à la régularité des décisions des universités et gère les crédits de l’État inscrits au contrat de projet État-Région, au plan de relance, et ceux concernant la rémunération des personnels de l’enseignement supérieur du rectorat ; il est également président du conseil d’administration de l’établissement public Chancellerie des universités de Paris. Il est assisté par un recteur délégué pour les questions relevant de l'enseignement supérieur. Le recteur délégué est lui-même assisté d'un secrétaire général pour l'enseignement supérieur, la recherche et l'innovation, ayant rang de secrétaire général d'académie, et qui exerce les fonctions de secrétaire général de la chancellerie des universités de Paris.
Le recteur applique dans l'académie la politique scolaire et universitaire définie par le gouvernement. Il contrôle et note les personnels enseignants et administratifs. Il nomme les jurys des examens et signe les diplômes nationaux. Il attribue les enveloppes budgétaires aux différents établissements placés sous sa tutelle. Il informe le ministre de l'Éducation nationale sur les résultats, les besoins et les difficultés des établissements de l'académie. Il assure les relations avec le Conseil de Paris et les conseils d'arrondissement. 
Pour les questions relevant de l'enseignement scolaire (lycées, collèges, écoles) et la formation des adultes, le recteur est assisté par le directeur de l'académie de Paris (spécificité de l'académie au niveau national), le secrétaire général pour l'enseignement scolaire et les directeurs académiques des services de l'Éducation nationale qui contribuent également à son pilotage administratif.
Le directeur de l'académie de Paris est nommé par décret du Président de la République, il est l’adjoint du recteur pour les questions relatives aux écoles, aux collèges, aux lycées, aux établissements d’éducation spéciale et à la formation continue des adultes et assure, dans ces domaines, les prérogatives d'un directeur académique des services de l'Éducation nationale. 
Les directeurs académiques des services de l’Éducation nationale exercent leurs fonctions l’un pour le premier degré, l’autre pour le second degré.[réf. nécessaire]
Le secrétaire général pour l'enseignement supérieur, la recherche et l'innovation, et le secrétaire général pour l'enseignement scolaire ont pour mission, sous l’autorité du recteur, d’assurer l’administration de l’académie. À ce titre, ils préparent et mettent en œuvre les décisions du recteur, du recteur délégué et du directeur de l’académie de Paris, en lien avec les conseillers techniques et les directeurs académiques des services de l'Éducation nationale.
Ils ont en charge l’ensemble des services administratifs du rectorat. Ils animent et coordonnent l’action des chefs de division et de service. 
Les inspecteurs d'académie-inspecteurs pédagogiques régionaux conseillent le recteur sur l'enseignement de chaque discipline (lettres, mathématiques, histoire-géographie, anglais, économie et gestion…) et évaluent les professeurs enseignant dans les lycées et les collèges de l'académie.
Les directeurs académiques, directeurs des services de l’Éducation nationale, sont nommés par décret du président de la République. Ils conduisent leur action sous l’autorité du recteur et du directeur de l’académie de Paris. Parmi les attributions du directeur académique chargé du premier degré, figurent le pilotage pédagogique des écoles, la coordination des équipes de circonscription (promotion, mutation, formation...), ainsi que la gestion de la carrière des maîtres. Il est assisté dans sa mission par un inspecteur de l'éducation nationale (IEN) adjoint. Pour les collèges et les lycées, le directeur académique chargé du second degré pilote l’évolution pédagogique et structurelle des établissements, l’animation des bassins de formation, la gestion des postes, la répartition des moyens d’enseignement et de vie scolaire, l’affectation des élèves... Il est assisté dans sa mission par un directeur académique inspecteur d’académie adjoint pour le second degré. 
Les services administratifs de l'académie de Paris sont installés en Sorbonne (cabinet du recteur, chancellerie des universités), et, depuis le printemps 2016, boulevard d'Indochine (enseignement scolaire) dans le 19e arrondissement. 

## Histoire

### Évolutions du ressort

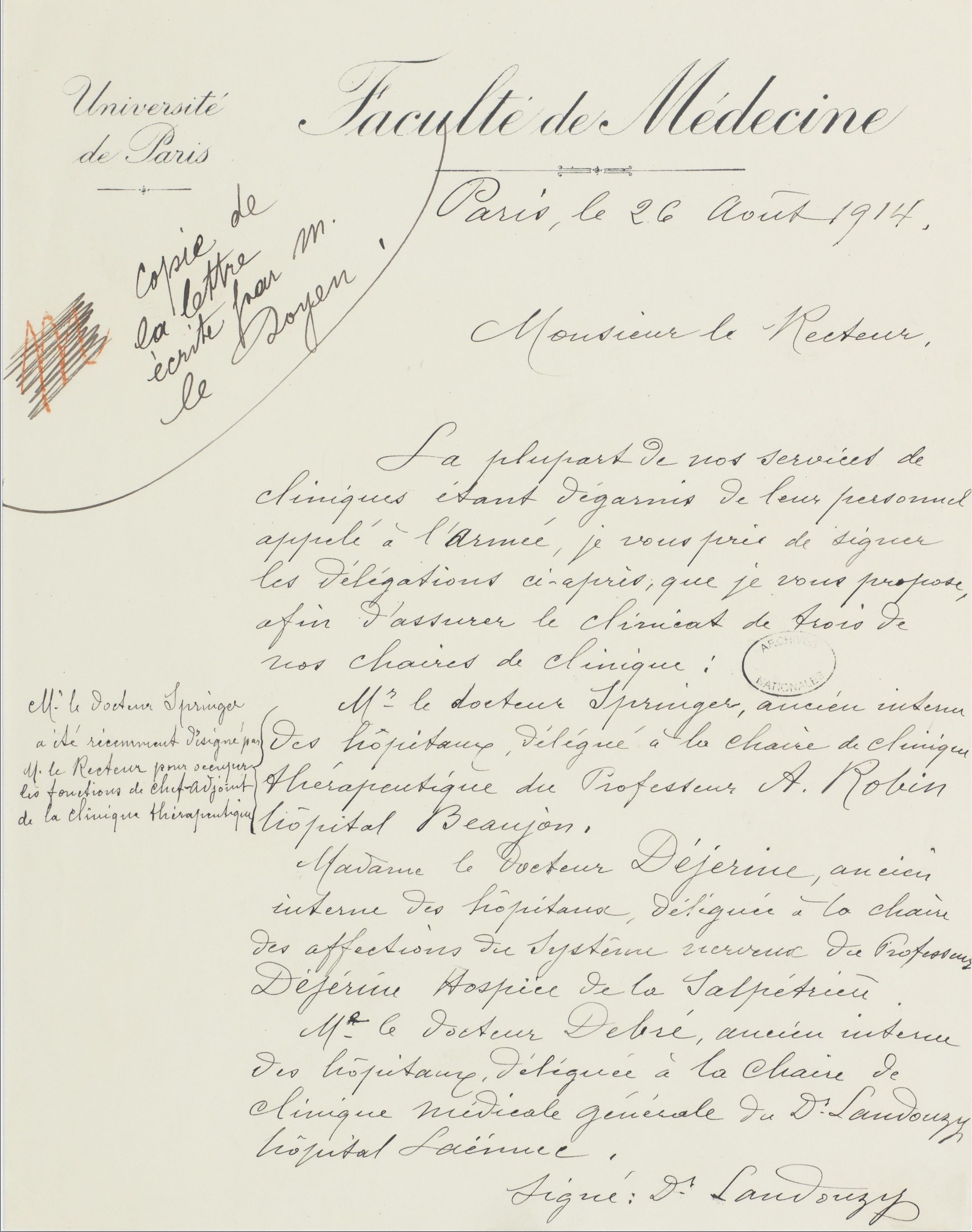
Lettre au recteur de l’académie de Paris, proposant trois médecins aux chaires de clinique, dont les titulaires ont été affectés au service de santé des armées, 26 août 1914. Archives nationales de France

En 1808, l’académie de Paris regroupait les départements de l’Aube, d'Eure-et-Loir, de la Marne, de la Seine, de Seine-et-Marne, de Seine-et-Oise et de l’Yonne. En 1850, la loi Falloux décide de créer une académie dans chaque département : il n’y a donc plus d’académie de Paris mais une « académie de la Seine ».
L’académie est restaurée dès 1854 et comprend désormais les départements du Cher, d'Eure-et-Loir, de Loir-et-Cher, du Loiret, de la Marne, de l’Oise, de la Seine, de Seine-et-Marne et de Seine-et-Oise.
Le ressort n’évolue pas jusqu’en 1962, date à laquelle le gouvernement français souhaite recentrer l’académie de Paris et faire coïncider les limites d’académies avec celles des circonscriptions d’action régionale. Le décret no 61-1355 du 12 décembre 1961 réduit donc l’académie au district de la région parisienne (future région d’Île-de-France), tout en adjoignant « à titre transitoire », le département de l’Oise, qui sera finalement rattaché à l’académie d’Amiens en 1964.
Enfin, à la suite de la division du département de la Seine, il est décidé de restreindre le ressort de l’académie de Paris à la ville de Paris en 1971.
En 2016, la région académique Île-de-France regroupe les académies de Créteil, Paris et Versailles. Ce rapprochement des trois académies franciliennes découle de l’application du décret du 10 décembre 2015 qui a créé les régions académiques consécutivement à la révision de la carte des régions françaises. La région académique constitue l’échelon de mise en cohérence des politiques éducatives régionales en particulier pour les questions requérant une coordination avec la région ou le préfet de région dans un certain nombre de domaines.

### Ancienne organisation
Jusqu'en 2019, le recteur d'académie était assisté par un vice-chancelier des universités pour les questions relevant de l'enseignement supérieur, et par le directeur de l'académie de Paris pour les questions relevant de l'enseignement scolaire (lycées, collèges, écoles).
Le directeur de l'académie de Paris, nommé par décret du Président de la République, était l’adjoint du recteur pour les questions relatives aux écoles, aux collèges, aux lycées, aux établissements d’éducation spéciale et à la formation continue des adultes. 
Le directeur de l’académie de Paris était lui-même assisté de deux directeurs académiques, directeurs des services de l’Éducation nationale : l’un pour le premier degré, l’autre pour le second degré.
L’académie de Paris avait deux emplois de secrétaire général d’académie, le secrétaire général de la chancellerie pour le supérieur, le secrétaire général de l’enseignement scolaire pour l’enseignement scolaire et la formation des adultes.

## Liste de recteurs de l'académie de Paris
Jusqu'en 1920, le titre de recteur de l'académie de Paris est généralement attribué au grand-maître, puis au ministre de l'Instruction publique. Le responsable de la gestion courante de l'académie porte le titre de vice-recteur. 
- de 1821 à 1824 : Abbé Charles Dominique Nicole (d)
- de 1824 à 1850 : Hippolyte Joseph Rousselle (d) (vice-recteur)
- d'août 1854 à septembre 1858 : Rémy Cayx (vice-recteur)
- de 1858 à novembre 1861 : Louis Artaud (vice-recteur)
- de novembre 1861 à janvier 1879 : Adolphe Mourier, professeur de philosophie (vice-recteur)
- de janvier 1879 à février 1879 : Charles Zévort (vice-recteur)
- de février 1879 à octobre 1902 : Octave Gréard (vice-recteur)
- d'octobre 1902 à septembre 1917 : Louis Liard (vice-recteur)
- d'octobre 1917 à mars 1920 : Lucien Poincaré (vice-recteur)
- de mars 1920 à mai 1925: Paul Appell
- de mai 1925 à janvier 1927: Paul Lapie
- de janvier 1927 à septembre 1937 : Sébastien Charléty
- d'octobre 1937 à novembre 1940 : Gustave Roussy, professeur de médecine (spécialiste du cancer).
- de novembre 1940 à février 1941 : Jérôme Carcopino (chargé de fonction)
- de février 1941 à mars 1941: Paul Hazard
- de mars 1941 à septembre 1941: Charles Maurain
- d'octobre 1941 à août 1944: Gilbert Gidel
- de novembre 1944 à mai 1947: Gustave Roussy, professeur de médecine (spécialiste du cancer)
- d'août 1947 à septembre 1961 : Jean Sarrailh, professeur d'histoire (spécialiste de l'Espagne)
- de septembre 1961 à mai 1969 : Jean Roche, professeur de médecine
- de mai 1969 à mars 1980 : Robert Mallet, professeur de littérature française
- de mars 1980 à décembre 1982 : Pierre Tabatoni, professeur des universités en sciences économiques
- de décembre 1982 à janvier 1989 : Hélène Ahrweiler, professeur des universités en histoire, helléniste (spécialiste de Byzance), ancienne présidente de l'Université Paris 1 Panthéon-Sorbonne
- de janvier 1989 à mars 1998 : Michèle Gendreau-Massaloux, professeur des universités en littérature espagnole, ancienne secrétaire générale-adjointe et porte-parole de la Présidence de la République, ancien recteur de l'académie d'Orléans-Tours
- de mars 1998 à décembre 2002 : René Blanchet, professeur des universités en géologie, ancien recteur de l'académie d'Aix-Marseille
- de décembre 2002 à décembre 2008: Maurice Quénet, professeur des universités en histoire du droit et en droit romain
- de décembre 2008 à juillet 2012 : Patrick Gérard, conseiller d’État, professeur de droit public, ancien directeur de cabinet du garde des Sceaux et ancien recteur de l'Académie de Bordeaux.
- du 18 juillet 2012 au 2 octobre 2016 : François Weil, historien, directeur d'études et ancien président de l'EHESS.
- du 3 octobre 2016 au 21 juillet 2020 : Gilles Pécout, ancien directeur du département d'histoire de l'ENS, ancien recteur de l'académie de Nancy-Metz et de la région académique Grand Est.
- du 22 juillet 2020 au 2 février 2024 : Christophe Kerrero (d), agrégé de lettres modernes, inspecteur général de l’Education nationale et directeur de cabinet du ministre de l'Éducation nationale Jean-Michel Blanquer[7].
- du 3 avril 2024 à mars 2025 : Bernard Beignier (d), professeur de droit public, ancien recteur des académies d'Amiens et d'Aix-Marseille[8].
- depuis mars 2025 : Julie Benetti, ancienne rectrice de l'Académie de Créteil[9],[10]